# Felix O'Day
Felix O'Day er en amerikansk stumfilm fra 1920 af Robert Thornby.

## Medvirkende
- H. B. Warner som Felix O'Day
- Marguerite Snow som Lady Barbara O'Day
- Lillian Rich som Annette Borney
- Ray Ripley som Austin Bennett
- Karl Formes som Jules Borney
- George B. Williams